# Gemma Cuniberti
Gemma Cuniberti (Torino, 1º gennaio 1872 – Torino, 11 maggio 1940) è stata un'attrice teatrale e commediografa italiana, celebre attrice bambina tra gli anni 70 e 80 del XIX secolo ed in seguito autrice di commedie dialettali.

## Biografia
Figlia di Teodoro Cuniberti, esordì nel 1878, a sei anni nella compagnia teatrale paterna, la Compagnia piemontese Teodoro Cuniberti.
L'attrice si rivelò un talento naturale, e i suoi spettacoli avevano grande successo. Diversi drammaturghi scrissero commedie appositamente per lei, di norma di mediocre livello artistico ma di grande successo di pubblico. Nel 1881 andò in tournée in America, anche qui con grande successo, ma al ritorno abbandonò gradualmente le scene in parte a causa delle condizioni di salute e in parte per dedicarsi allo studio, laureandosi in lettere all'università di Torino.
Negli anni dell'università si riavvicinò al mondo del teatro, affiancando il padre nella gestione della compagnia e subentrandogli alla morte di lui nel 1913. Scrisse anche alcune commedie dialettali, tra cui 'LSaut d'la bell'Auda, A basta vôreisse bin, La Mere.